# Ayacha
Ayacha (en àrab عياشة, ʿAyāxa; en amazic ⵄⵢⵢⴰⵛⴰ) és una comuna rural de la província de Larraix, a la regió de Tànger-Tetuan-Al Hoceima, al Marroc. Segons el cens de 2014 tenia una població total de 7.335 persones.